# HOPE (KNOCK OUT MONKEYの曲)
「HOPE」（ホープ）はKNOCK OUT MONKEYのTOWER RECORDS限定のシングル。

## 解説
サウンドプロデューサーに大島こうすけを迎えた初のシングルはタワーレコード限定で発売された。

## 批評
激ロックのTETU★KIDは『HOPE』を「エッヂの利いたギター・リフとサビでのキャッチーさのコントラストが絶妙なキラー・チューン」と、『Bring it back』を「ドラムの跳ねたリズムとそれに絶妙に合わさるベース・ラインが堪らなく気持ち良い曲踊れる一曲」、『realize』を「ミドル・テンポの心に染み入る日本語歌詞が特徴的な楽曲」と評した。

## 収録曲
1. HOPE
2. Bring it back
3. realize